# Régions du Sénégal
Les régions du Sénégal sont des collectivités locales du Sénégal, au même titre que les communes (et jusqu'en 2013 les communes d'arrondissement et les communautés rurales qui ont été érigées en communes avec un conseil élu ; les 5 anciennes communes-villes auparavant divisées en communes d'arrondissement ne sont plus des collectivités mais des arrondissements ou départements et élisent encore un maire dans le cadre d'une coopération intercommunale) – contrairement aux villages, aux arrondissements et aux départements qui sont des circonscriptions administratives ou électorales au sein des collectivités locales. Elles constituent le plus haut niveau des subdivisions du Sénégal.
Elles sont au nombre de 14 depuis 2008.
Les dernières élections régionales ont eu lieu le 22 mars 2009, en même temps que les élections rurales et municipales.

## Organisation territoriale
Elles sont actuellement au nombre de 14, depuis la création de la région de Matam en 2001 et de celle de trois nouvelles régions en 2008 : Kaffrine au centre, Kédougou au sud-est et Sédhiou au sud, en Casamance.

## Superficie et population
Les quatorze régions sénégalaises :
| Nom de région | Codes       | Codes      | Superficie | Population | Population |
| Nom de région | ANSD (2009) | ISO 3166-2 | (km2)      | 2013       | 2018       |
| ------------- | ----------- | ---------- | ---------- | ---------- | ---------- |
| Dakar         | 01          | SN-DK      | 547        | 3 137 196  | 3 630 323  |
| Ziguinchor    | 02          | SN-ZG      | 7 352      | 549 151    | 641 253    |
| Diourbel      | 03          | SN-DL      | 4 824      | 1 497 455  | 1 746 492  |
| Saint-Louis   | 04          | SN-SL      | 19 241     | 908 942    | 1 036 003  |
| Tambacounda   | 05          | SN-TC      | 42 364     | 681 310    | 812 075    |
| Kaolack       | 06          | SN-KL      | 5 357      | 960 875    | 1 120 402  |
| Thiès         | 07          | SN-TH      | 6 670      | 1 788 864  | 2 049 765  |
| Louga         | 08          | SN-LG      | 24 889     | 874 193    | 1 004 398  |
| Fatick        | 09          | SN-FK      | 6 849      | 835 352    | 841 298    |
| Kolda         | 10          | SN-KD      | 13 771     | 714 392    | 772 068    |
| Matam         | 11          | SN-MT      | 29 445     | 562 539    | 680 087    |
| Kaffrine      | 12          | SN-KF      | 11 262     | 566 992    | 678 955    |
| Kédougou      | 13          | SN-KG      | 16 800     | 152 357    | 178 272    |
| Sédhiou       | 14          | SN-SD      | 7 341      | 452 944    | 534 646    |

## Histoire

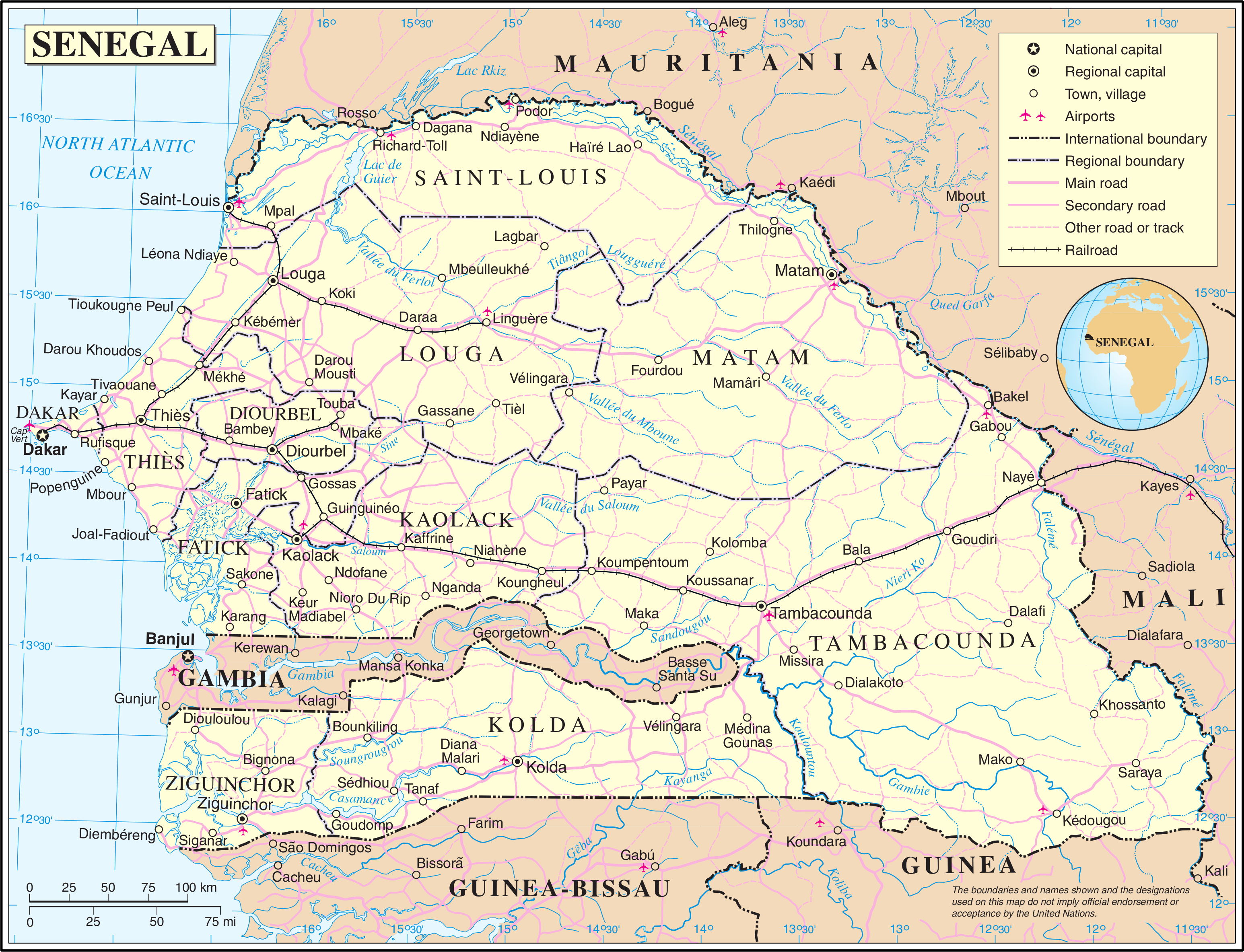
Carte des 11 anciennes régions du Sénégal de 2002 à 2008.

Lors de l'indépendance de la France déclarée le 4 avril 1960 (puis la sécession du Sénégal le 20 août 1960 de l'éphémère Fédération du Mali qui avait succédé en 1959 à l'Union du Sénégal avec l'ancien Soudan français), le Sénégal est divisé en sept régions, elles-mêmes subdivisées en 27 cercles regroupant 85 arrondissements. Les sept régions de 1960 sont les suivantes : 
- ancienne région du Cap Vert (chef-lieu : Dakar) ;
- ancienne région de la Casamance (chef-lieu : Ziguinchor) ;
- ancienne région de Diourbel (chef-lieu : Diourbel) ;
- ancienne région du Fleuve (chef-lieu : Saint-Louis) ;
- ancienne région du Sénégal oriental (chef-lieu : Tambacounda) ;
- ancienne région du Siné-Saloum (chef-lieu : Kaolack) ;
- région de Thiès (chef-lieu : Thiès).

En 1964, un décret substitue le département et le préfet au cercle et au commandant de cercle mais ne modifie pas le découpage régional, les régions regroupant simplement des départements au lieu des anciens cercles et les départements conservant leur subdivision en arrondissements.
Le 26 juin 1976 est créée une  8e région, la région de Louga avec pour chef-lieu Louga, par démembrement de la région de Diourbel.
La réforme administrative du 24 mars 1984, divise le Sénégal en 10 régions. Les anciennes régions du Cap Vert, du Sénégal oriental et du Fleuve prennent le nom de leur chef-lieu, respectivement Dakar (1re région), Tambacounda (5e région) et Thiès (7e région). L'ancienne 6e région du Siné-Saloum devient la région de Kaolack en séparant la 9e région de Fatick. L'ancienne 2e région de la Casamance devient la région de Ziguinchor en séparant la 10e région de Kolda. Chaque région est divisée en trois départements.
La 11e région, Matam, est créée le 21 février 2002 par démembrement de la 4e région de Saint-Louis.
La réforme administrative du 10 septembre 2008, instaure trois nouvelles régions, en érigeant en régions les anciens départements de Kaffrine (12e région, séparée de celle de Kaolack), de Kédougou (13e région, séparée de celle de Tambacounda) et de Sédhiou (14e région, séparée de celle de Kolda) .

## Francophonie
Les régions sénégalaises de Dakar, Diourbel, Fatick, Kaffrine, Kaolack, Kédougou, Kolda, Louga, Matam, Saint-Louis, Sédhiou, Tambacounda, Thiès et de Ziguinchor sont membres de l'Association internationale des régions francophones.

## Quinzième région
L'expression « quinzième région » est utilisée pour désigner la diaspora sénégalaise. Elle est reconnue politiquement depuis 2017 et peut élire quinze siège à l'Assemblée nationale,.